# 杜慧度
杜慧度（374年—423年），交阯朱䳒郡人。東晉末年及南朝宋初年交州刺史，曾參與平定盧循之亂並將其首領盧循斬首。其家族原是京兆郡人，因曾祖父杜元到交阯當寧浦太守而遷居交阯，成了交阯人，慧度父親杜瑗亦任交州刺史。

## 生平
杜慧度初任州主簿，流民督護，後遷九真太守。義熙六年（410年），杜瑗去世，州府屬官共推杜慧度行州府事，但慧度不受。義熙七年（411年），晉廷任命杜慧度為使持節、督交州諸軍事、廣武將軍、交州刺史。不過，時值盧循之亂，詔書還未送達，盧循就帶著被晉廷軍隊擊破的餘眾攻向交州，慧度於是率領六千人在治所龍編附近的石碕作出抵禦，並將其擊敗。不過，盧循勢力仍未被消滅，更聯結先前叛變被殺的前九真太守李遜之兒孫，和他們一起對付杜慧度。
六月庚子日，盧循率眾到龍編南津，而杜慧度就盡出宗族私財稿賞將士，乘高艦與交阯太守杜慧期及九真太守章民一同出擊，共施以火攻，燒毁盧循的船艦，盧循見大勢已去，於是投水自殺，杜慧度就撈起盧循的屍體斬首，送至建康。杜慧度因功獲封龍編縣侯。
永初元年（420年），劉裕稱帝，進慧度為輔國將軍。同年慧度討伐林邑，讓對方投降求和並進貢牲口寶物。在杜慧度治下，交州禁絕濫祀，興辦學校，恩威遠播，盜賊不興，達至城門夜間也不用關上，路不拾遺的景況。景平元年（423年），杜慧度去世，享年五十歲，朝廷追贈左將軍。

## 性格特徵
杜慧度為人節儉，平時蔬食布衣，亦好老莊之學，為政細密，有如治家一樣。

## 延伸阅读
[在维基数据编辑]
 《宋書/卷92》，出自沈约《宋书》